# 드미트로 보이코
드미트로 빅토로비치 보이코(우크라이나어: Дми́тро Ві́кторович Бо́йко, 1986년 1월 16일 ~ )는 우크라이나의 펜싱 선수로 주 종목은 사브르이다. 보이코는 2006년 FIE 펜싱 세계 선수권 대회의 남자 사브르 단체전 결승전에서 프랑스에 패한 뒤 은메달을 획득하였다. 그는 이 업적을 볼로디미르 루카셴코, 올레흐 슈투르바빈, 블라디슬라프 트레티아크와 함께 달성하였다.